# Cryptostemma usingeri
Cryptostemma usingeri är en insektsart som beskrevs av Peter Wolfgang Wygodzinsky 1955. Cryptostemma usingeri ingår i släktet Cryptostemma och familjen pysslingskinnbaggar. Inga underarter finns listade i Catalogue of Life.